# Francisco López de Mendoza y Mendoza
Francisco López de Mendoza y Mendoza (Granada, 1547 - Madrid, 1 de marzo de 1623), a menudo mencionado simplemente como Francisco de Mendoza y durante su matrimonio como Francisco de Cardona, fue un noble, militar, diplomático, hombre de estado, eclesiástico español, y poeta ocasional. Nacido en el seno de la casa de Mondéjar, fue almirante de Aragón y marqués de Guadalest por matrimonio, mayordomo de Felipe II y del archiduque Alberto de Austria, general de los tercios de Flandes, embajador en Polonia, Alemania y Francia, y finalmente obispo de Sigüenza.

## Biografía

### Familia y estudios
Tercer hijo del marqués de Mondéjar Íñigo López de Mendoza y Mendoza y de María de Mendoza, hija a su vez del duque del Infantado Íñigo López de Mendoza y Pimentel, nació en la Alhambra de Granada, de la que su padre era alcaide en su calidad de capitán general de Granada. Caballero de la orden de Calatrava desde los doce años, estudió artes en la Universidad de Alcalá de Henares y filosofía y derecho en la de Salamanca junto con sus hermanos; bajo la tutela del que después sería obispo de Coria Pedro García de Galarza estudió también las sagradas escrituras.

### Primeros años
En 1567 se alzaron los moriscos en la rebelión de las Alpujarras, y Francisco de Mendoza intervino en los episodios bélicos hasta alcanzar el grado de capitán a las órdenes de su padre, hasta que dos años después éste fue relevado en el mando del ejército por Juan de Austria. También acompañó a su progenitor en su cargo como embajador en Roma, virrey de Valencia (1572-1575) y de Nápoles (1575-1579), por cuyos servicios le fue concedida la encomienda de Valdepeñas en la orden de Calatrava.

### Matrimonio
En 1584 contrajo matrimonio con María Ruiz de Liori Colón y Cardona, hija del almirante de Aragón y marqués de Guadalest Sancho de Cardona y de María Colón, y viuda del conde de Fuentes Juan Felipe Fernández de Heredia. El padre de la novia impuso como condición al casamiento que Francisco tomase el nombre y armas de los Cardona "sin mixtura alguna", pasando a llamarse desde entonces Francisco de Cardona durante el tiempo que duró su matrimonio. 
Tras la muerte de su suegro y de su cuñado Cristóbal de Cardona, su esposa María quedó como heredera de su casa, titulándose desde entonces D. Francisco como Almirante de Aragón y marqués de Guadalest. 
Junto con estos títulos adquirió también los pleitos que la casa de Cardona mantenía con la familia Colón por la posesión del ducado de Veragua, el marquesado de Jamaica y el almirantazgo de Indias; el litigio, que perduraría durante bastantes años, fue una fuente constante de gastos económicos que le dejaría cargado de deudas.

### Poesía y mecenazgo
En la década de los 1580, hay indicaciones de su actividad literaria y de mecenazgo literario. A Francisco de Mendoza se dedicó El Perfecto regidor, de Juan de Castilla y Aguayo (Salamanca, 1586). En La Galatea (1585) de Miguel de Cervantes, se le incluye como uno de los cien ingenios loados en el Canto de Calíope, es el poeta número cinco del elenco. En el libro de Juan Bravo Piedrahíta, De curandi ratione per medicamenti purgantis exhibitionem libri III (Salamanca, 1588) hay versos latinos (Epigramma) de D. Francisco de Mendoza, “duque de Veragua y almirante de Aragón”.

### Primera prisión y viudedad
En 1590 tuvo lugar su primera caída en desgracia; el duque de Alba Antonio Álvarez de Toledo estaba prometido en matrimonio con Catalina de Ribera, hija del duque de Alcalá de los Gazules Per Afán de Ribera, pero interfiriendo en estos planes, Mendoza consiguió casarle con Mencía de Mendoza, hija del duque del Infantado Íñigo López de Mendoza; cuando el asunto llegó a oídos de Felipe II, todos los que habían intervenido en el negocio fueron castigados: el duque de Alba, el del Infantado, el almirante de Castilla Luis Enríquez de Cabrera, el duque de Pastrana Ruy II de Silva y Mendoza y el de Alenquer Diego de Silva y Mendoza acabaron presos o desterrados, y Mendoza terminó recluido en el castillo de Turégano y después en Calatrava la Nueva. 
Durante su estancia en prisión murió su esposa, con la que sólo tuvo una hija, María, muerta en la infancia. 
Por intermediación de sus amistades de la compañía de Jesús se planeó un nuevo matrimonio con Mencía de la Cerda, hermana del conde de Chinchón Diego Fernández de Cabrera; con el interés de Mendoza, que pensaba por este medio hallaba solución a su soltería y a su pésima situación económica, los planes de boda llegaron a estar bastante avanzados, pero a última hora la novia rompió inopinadamente el compromiso.

### Servicio en Flandes. Segunda prisión
En 1592 fue liberado de su prisión. Dos años más tarde fue rehabilitado y nombrado mayordomo de Felipe II, y poco después mayordomo mayor del archiduque Alberto de Austria, por aquel entonces gobernador en Bruselas de los Países Bajos españoles, que en esta época se encontraban inmersos en la guerra de los ochenta años, en la que los ejércitos de las Provincias Unidas estaban enfrentados con los tercios del Imperio español. 
En los años 1597 y 1598 intervino en distintas misiones diplomáticas en Europa: viajó a Austria para concertar la boda del archiduque con Isabel Clara Eugenia, y la del infante Felipe con la princesa Margarita de Austria, estuvo comisionado en Francia para la firma de la paz de Vervins y participó en varias embajadas a Polonia, Hungría, Estiria y el Sacro Imperio Romano Germánico. Como hombre de confianza del archiduque, quedó a cargo del gobierno de los Países Bajos durante la ausencia de éste con motivo de su boda.
En el transcurso de la guerra participó con el grado de general en distintos hechos bélicos, como la toma de Rheinberg el 14 de octubre de 1598, hasta que en la batalla de Nieuwpoort de 1600 fue capturado por las fuerzas de Mauricio de Nassau, permaneciendo preso en La Haya durante casi dos años hasta conseguir el pago de su rescate.

### Regreso a España. Tercera prisión
Su regreso a España en 1603 fue el comienzo de una sucesión de altibajos en su suerte. Antes de llegar a Madrid Felipe III le ordenó permanecer alejado de la corte, receloso de su excesiva fidelidad hacia el archiduque Alberto. Acusado de traición por haber firmado junto con Juan del Águila la salida de las tropas españolas de Irlanda y la entrega de los castillos a los ingleses durante la guerra de Irlanda, fue absuelto. Estuvo propuesto para gobernador de Milán y virrey de Aragón, aunque ninguno de estos cargos llegó a materializarse.
El pleito sobre la posesión del ducado de Veragua y el marquesado de Jamaica, que todavía duraba, se resolvió finalmente contra Mendoza y a favor de Nuño de Portugal; también perdió el que simultáneamente mantenía por el marquesado de Mondéjar, que tras la muerte de su hermano Luis quedó para su sobrino Íñigo, y con ambos pleitos perdió igualmente el dinero invertido en ellos y las pingües rentas que estos señoríos generaban. 
| «Cabe dudar sobre si procedían todas aquellas desdichas de su desapiadada suerte, y del crudo rencor de sus émulos, o si convendrá achacar alguna parte a lo recio de su carácter y a su falta de seso». |

En 1606 solicitó audiencia con el conde de Villalonga Pedro Franqueza, y al serle denegada por el portero se entabló entre éste y uno de los sirvientes de Mendoza una discusión que terminó a palos. El asunto era un tema menor, pero el duque de Lerma Francisco de Sandoval y Rojas y sus secuaces Rodrigo Calderón y Franqueza, con quienes Mendoza estaba enemistado, utilizaron este episodio como excusa para ponerle preso en el castillo de Torrejón de Velasco y posteriormente desterrarlo de Madrid. No terminó aquí su persecución: tres años después fue detenido sin un motivo claro, señalándose su supuesta participación en la publicación de unos panfletos críticos con el gobierno, sus recomendaciones al archiduque Alberto para negarse a devolver los estados de Flandes a la corona de España, o simplemente la envidia de sus émulos. El caso fue que Mendoza pasó los siguientes cinco años preso en el castillo de Torremocha de Santorcaz sin que su proceso judicial avanzase en ninguna dirección, a pesar de la intervención en su favor de su hermano Juan, duque del Infantado por su matrimonio con Ana de Mendoza.
En 1611, para celebrar los acuerdos matrimoniales firmados entre las casas reales de Francia y España y atendiendo a su delicado estado de salud, fue trasladado al monasterio de San Bartolomé de Lupiana. Poco después el rey dispuso su liberación y ordenó restituirle su hacienda, que la tenía embargada, aunque nunca fue sentenciado.

### Profesión religiosa y muerte
De avanzada edad, con la salud quebrantada por las prisiones y cargado de deudas, vivió los últimos años de su vida en Guadalajara a expensas de su hermano Juan. 
En 1617 se ordenó sacerdote, titulándose desde entonces como presbítero-almirante, y en 1622 el recién coronado rey Felipe IV lo presentó para el obispado de Sigüenza en reconocimiento a sus servicios y en desagravio de sus prisiones; fue consagrado por el inquisidor general Andrés Pacheco, pero antes de viajar a su diócesis murió en Madrid en 1623. 
Fue sepultado en la capilla de las Santas Formas del Colegio Máximo de la Compañía de Jesús de Alcalá, y en 1632 trasladado a la bóveda principal de la iglesia, debajo del altar mayor, «sin más epitafio que su fama».
| Predecesor: Sancho Dávila y Toledo | Obispo de Sigüenza 1622 – 1623 | Sucesor: Pedro González de Mendoza |